# Roxburgh Castle
Roxburgh Castle is een ruïne nabij Kelso in het Schotse raadsgebied Scottish Borders, gelegen op een verhoging tussen de oevers van de Tweed en de Teviot. Deze eertijds koninklijke burcht dateerde ten minste uit de twaalfde eeuw en was reeds een bouwval in de vijftiende eeuw. In de middeleeuwen lag hier de verdwenen stad Roxburgh; de hertog van Roxburghe is eigenaar van het terrein, daar de familie Ker het landgoed in 1488 van Jacobus IV van Schotland verwierf.

## Overblijfselen

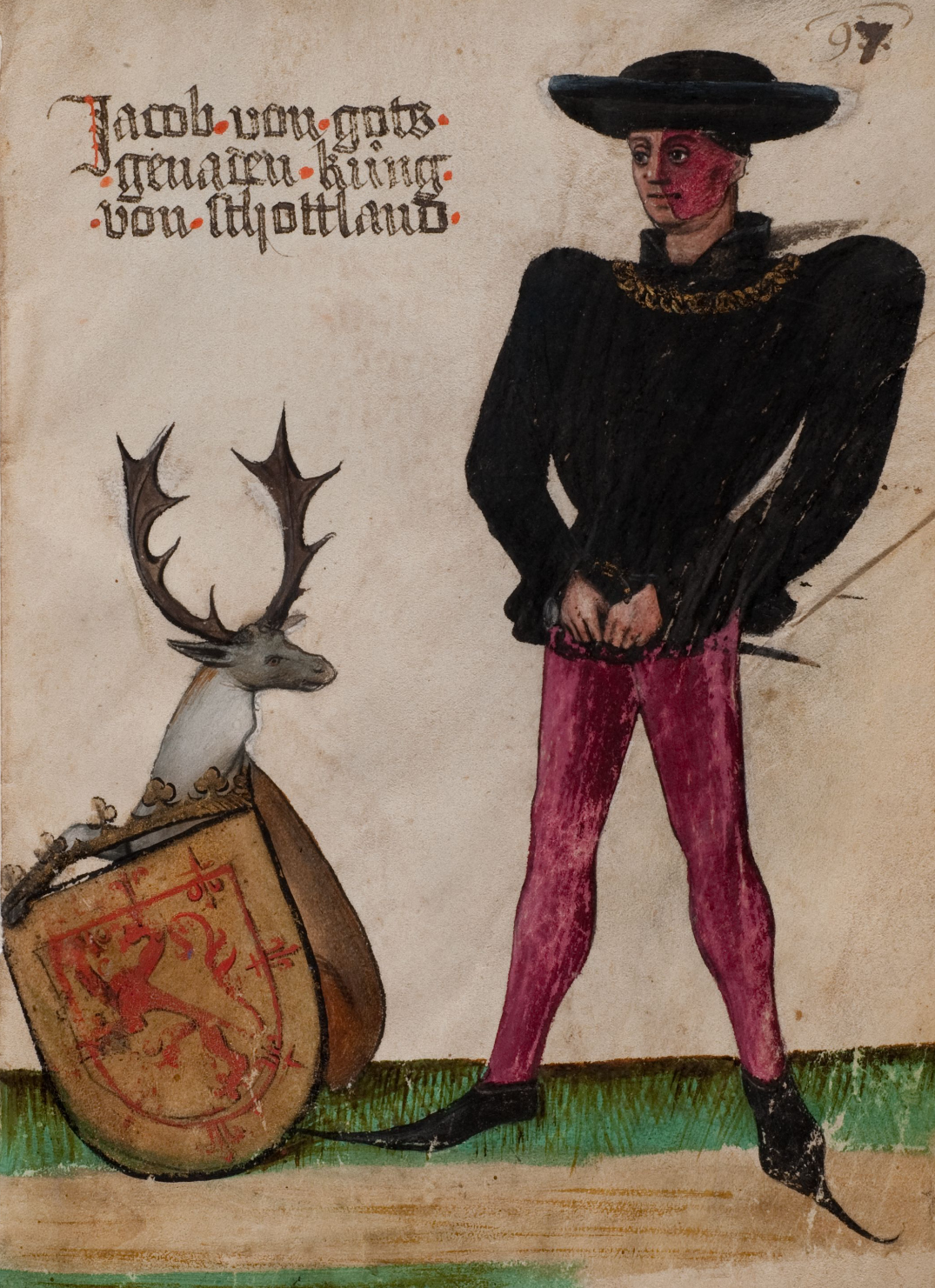
Jacobus II stierf bij de belegering van Roxburgh Castle

De restanten van Roxburgh Castle liggen verspreid over een heuveltje tussen de twee stromen, die ten oosten van het terrein in elkaar uitmonden. Het kasteeldomein van Floors Castle ligt benoorden de Tweed; de ruïnes op de zuidelijke oever kijken hierover uit. Wegens zijn positie tussen twee rivieren moest het kasteel aan weerszijden door een muur beschermd worden; aan de zijde van de Tweed verlopen nog lage resten van een bijna twee meter dikke beschermingsmuur, die in 1378 werd aangelegd en oorspronkelijk negen meter hoog was.
Het poortgebouw lag aan de westelijke kant en was toegankelijk vanaf de oever van de Teviot. Hiervan staan de twee poternes nog overeind. Dit poorthuis werd omstreeks 1420 gerestaureerd. De donjon, waarvan reeds in de zestiende eeuw niets meer overbleef, heette destijds Douglas Tower; hij bevond zich waarschijnlijk op de plaats waaroverheen toen een bastion genaamd Bell Mount was gebouwd. Dit is de hoogste plek van het terrein.
Ter zijde van de Teviot zijn verweerde fragmenten van muren bewaard. In 1547 werd een plattegrond van het domein gemaakt, waarop een fort was gebouwd. Dit bezat een binnenplaats met een gracht ten westen en oosten, en aan de westelijke zijde een waterput met een barbacane genaamd Base Court. Ook een brouwerij en een woonhuis met de naam Captain’s Lodgings komen op deze tekening voor. Dit fort werd gesloopt als voorwaarde van het Verdrag van Boulogne in 1550, waarmee Engeland en Schotland vrede sloten.
Het terrein van Roxburgh Castle is overwoekerd door brandnetels en er groeien tientallen bomen tussen de ruïnes. Aan de oever van de Teviot staat een informatiepaneel.

## Geschiedenis
De vroegste vermelding van Roxburgh Castle dateert uit 1128, toen gewag werd gemaakt van een Sint-Janskerk op het kasteeldomein. Dit kasteel was naar alle waarschijnlijkheid nog een houten vesting. Na de Slag bij Alnwick in 1174 kwam Roxburgh Castle in Engelse handen. James Douglas bestormde de burcht in 1314 tijdens de Eerste Schotse Onafhankelijkheidsoorlog.
Reeds in de jaren tachtig van de veertiende eeuw werd in Roxburgh Castle melding gemaakt van kanonnen. In opdracht van Hendrik V van Engeland werd in 1416 een verslag omtrent benodigde reparaties opgesteld, waarin onder andere van een Neville Tower en een Stokhouse Tower werd gesproken. Hiervan ontbreekt ieder spoor. Ook ontbeerde het kasteel munitie en voedselvoorraden.
Niettegenstaande de uiterst bouwvallige toestand van Roxburgh Castle slaagden de Engelsen erin, het kasteel in 1417 tegen Schotse aanvallen te verdedigen. De burcht bleef Engels eigendom tot 1460, toen Jacobus II van Schotland tijdens een belegering omkwam doordat een van zijn kanonnen ontplofte. Hierop bestormden de Schotse troepen de burcht en vernielden haar. 
Roxburgh Castle werd niet meer herbouwd. Het zestiende-eeuwse fort werd in 1545 door Hendrik VIII van Engeland op dezelfde locatie opgericht, maar vijf jaar later weer afgebroken. Het geslacht Ker, de latere hertogen van Roxburghe, nam in stede daarvan zijn intrek in Floors Castle aan de overkant van de Tweed.

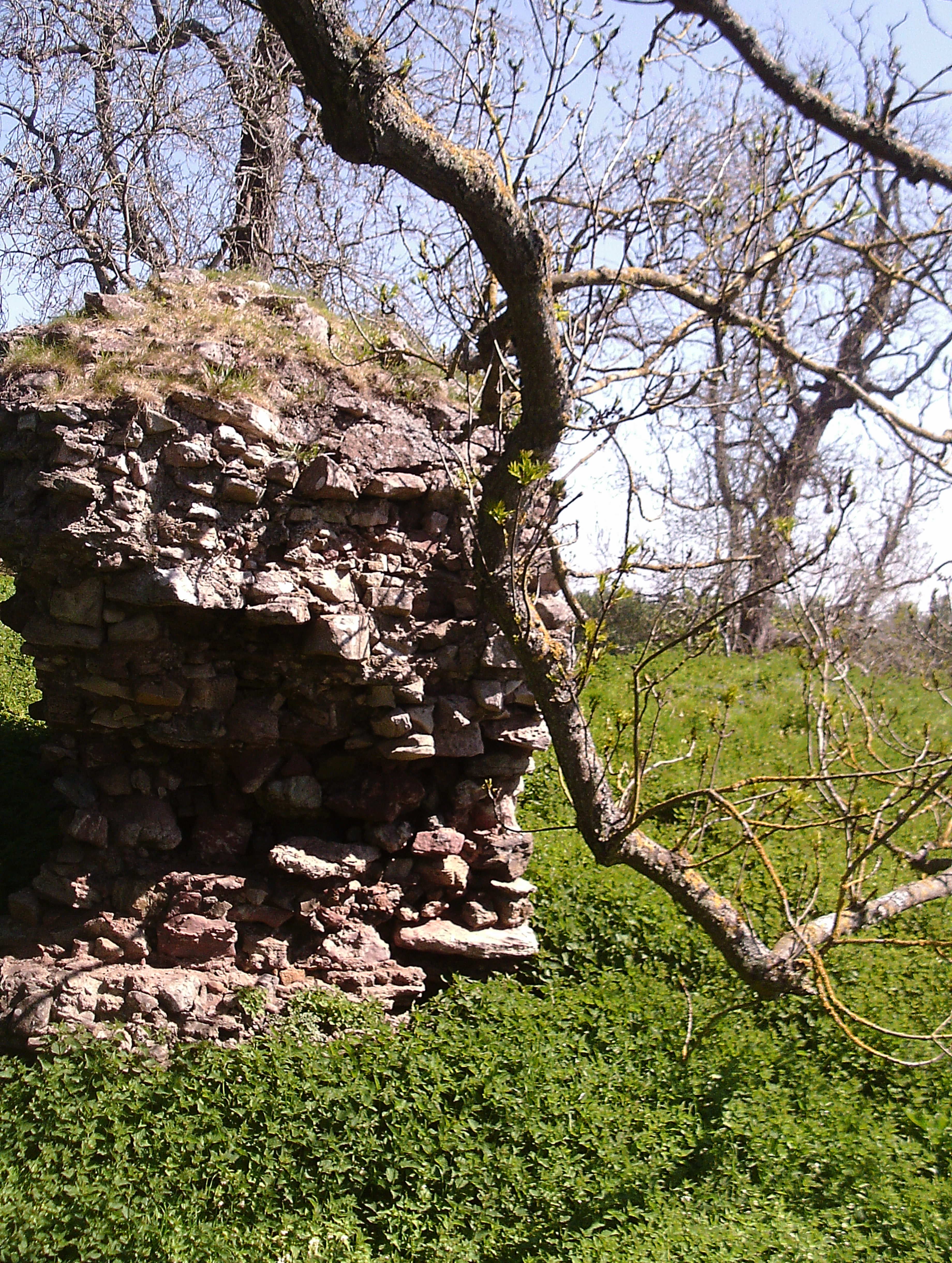
Poterne
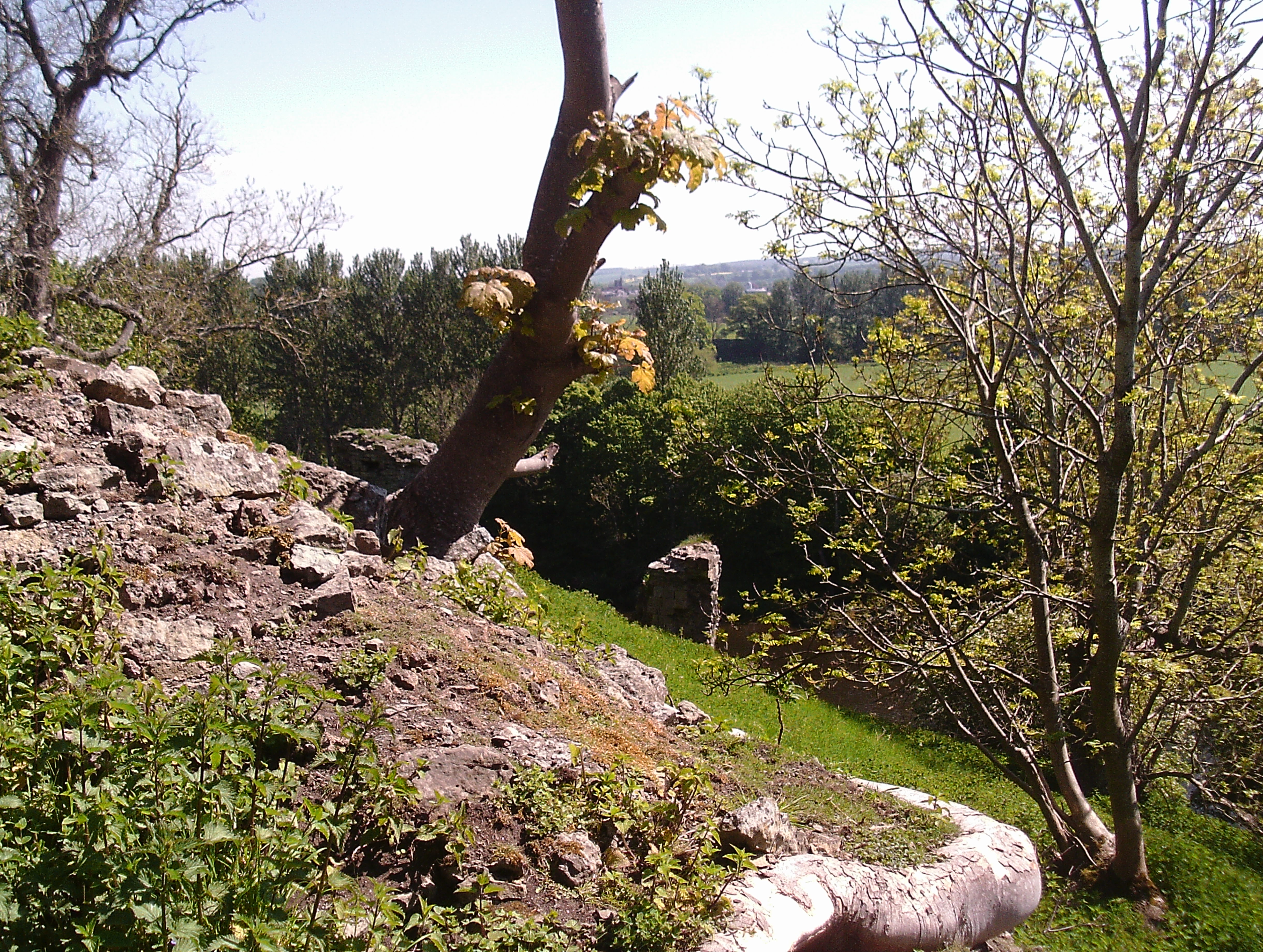
Bell Mount, het hoogste punt
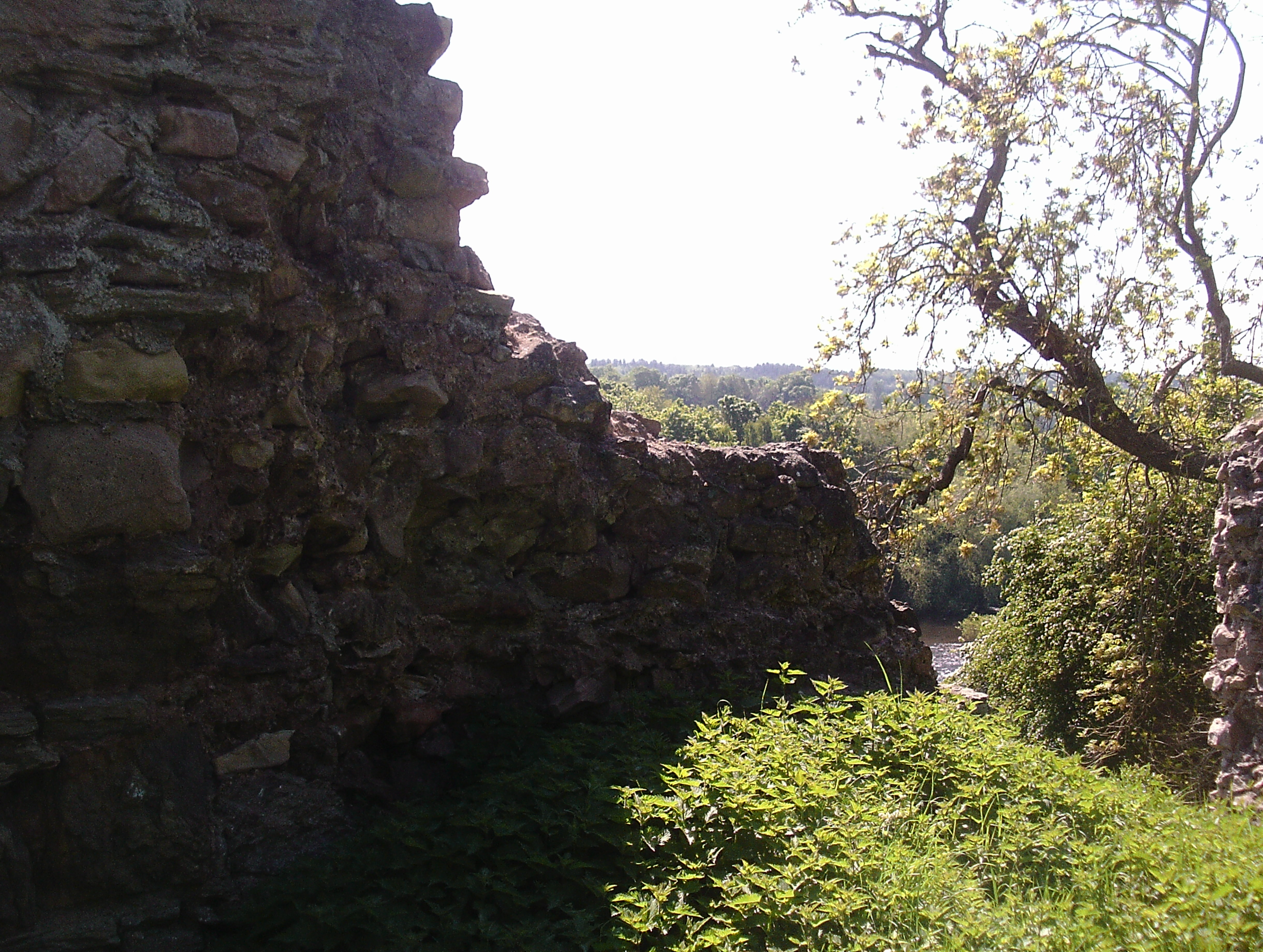
Muurfragment
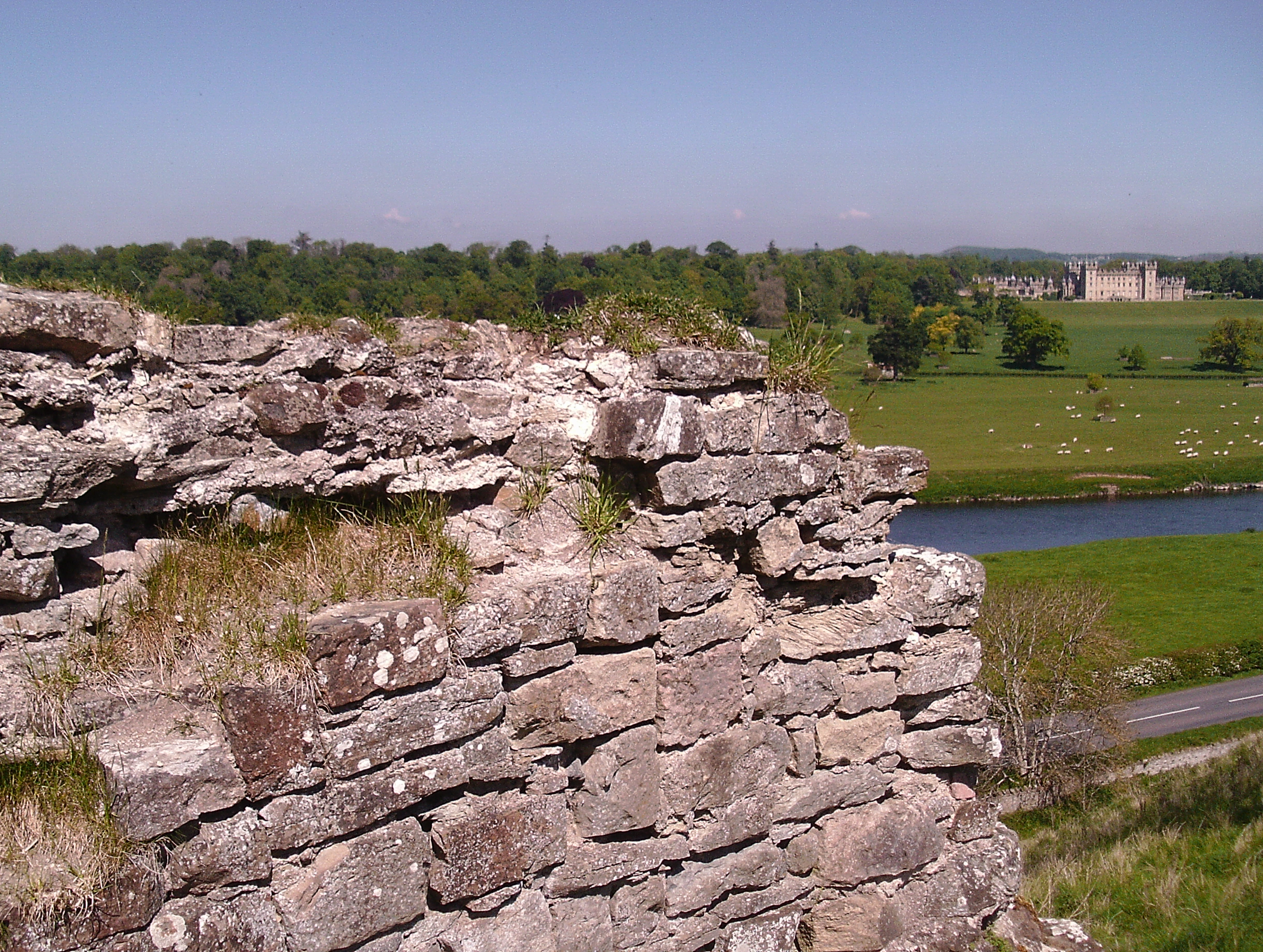
Roxburgh met Floors op de achtergrond
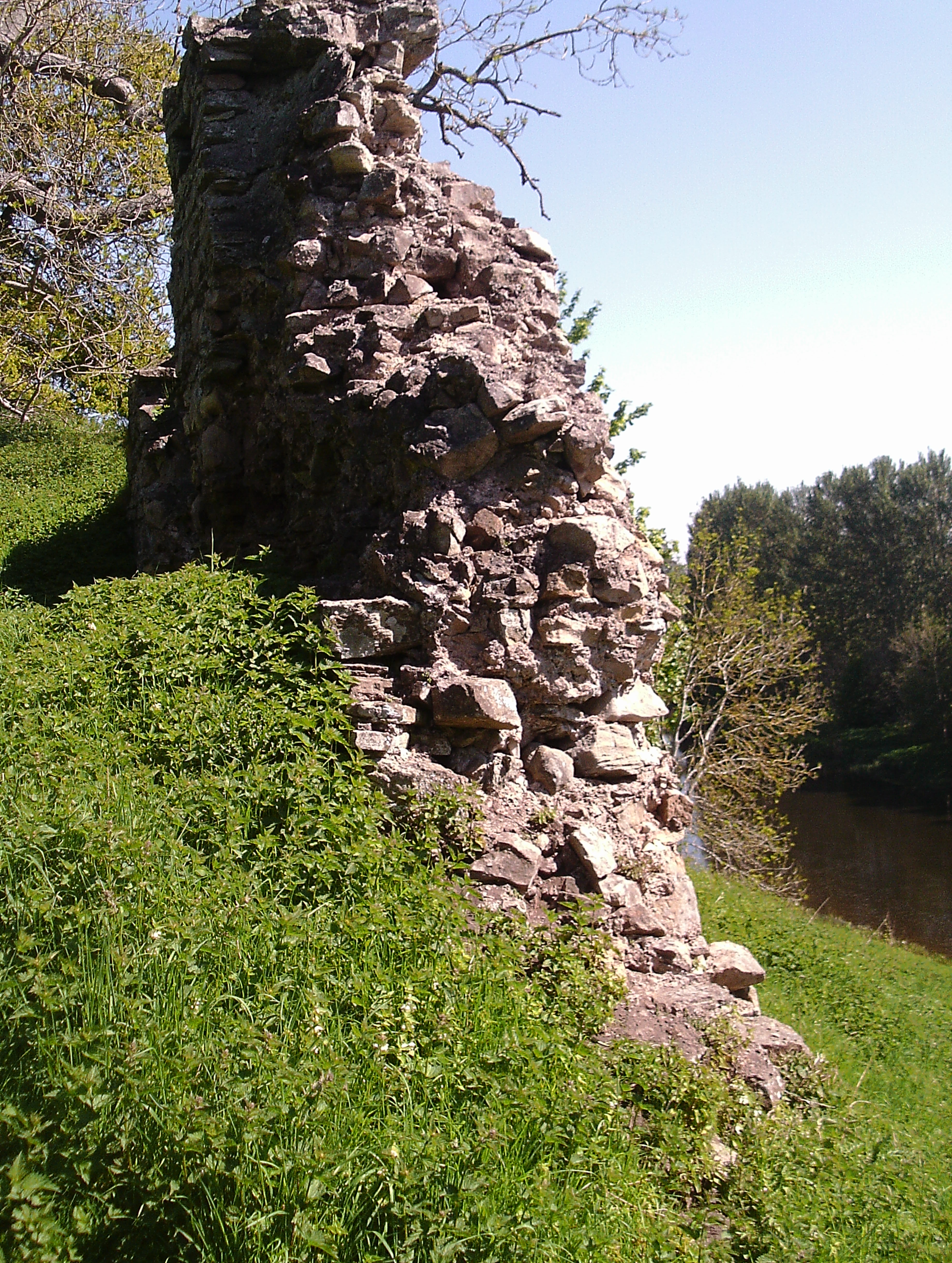
Muurfragment